# Echinopora fruticulosa
Echinopora fruticulosa är en korallart som beskrevs av Carl Benjamin Klunzinger 1879. Echinopora fruticulosa ingår i släktet Echinopora och familjen Faviidae. IUCN kategoriserar arten globalt som nära hotad. Inga underarter finns listade i Catalogue of Life.